# John McPhee
John McPhee, född 14 juli 1994 i Oban i Skottland, är en brittisk roadracingförare som sedan 2012 tävlar i Moto3-klassen i Grand Prix Roadracing. 2016 på en motorcykel av märket Peugeot.
McPhee gjorde tävlingsdebut vid åtta års ålder. Han körde hela säsongen i de brittiska 125GP-mästerskapen 2010 och öppna spanska 125GP-mästerskapen 2011 där han blev 10:a. Han gjorde VM-debut i Valencias Grand prix i 125GP-klassen som wildcard redan 2010 och gjorde ytterligare tre wildcardstarter i VM 2011. 2012 körde McPhee den nya Moto3-klassen i spanska mästerskapen och kom på sjunde plats. Han startade också åtta gånger i VM i Moto3.
Sedan Roadracing-VM 2013 kör McPhee VM på heltid för Racing Team Germany i Moto3-klassen. Han kom på 19:e plats 2013 på en FTR Honda och 13:e 2014 på en Honda. 2015 tog han sin första pallplats genom andraplatsen vid Indianapolis Grand Prix under knepigt väglag och blev elva i VM på en Honda. Säsongen 2016 bytte teamet till Peugeot-motorcyklar, vilket i princip är samma motorcykel som Mahindra.Säsongen började mycket dålig men efterhand förbättrades motorcykeln och den 21 augusti vann McPhee Tjeckiens Grand Prix i regn på Automotodrom Brno. Det var hans och Peugeots första GP-seger i Moto3-klassen.

## Framskjutna placeringar
Uppdaterad till 2020-09-14.
| Nr | Grand Prix | År   |
| -- | ---------- | ---- |
| 1  | Tjeckien   | 2016 |
| 2  | Frankrike  | 2019 |
| 3  | San Marino | 2020 |

| Nr | Grand Prix   | År   |
| -- | ------------ | ---- |
| 1  | Indianapolis | 2015 |
| 2  | Qatar        | 2017 |
| 3  | Argentina    | 2017 |
| 4  | San Marino   | 2019 |
| 5  | Qatar        | 2020 |
| 6  | Andalusien   | 2020 |

| Nr | Grand Prix | År   |
| -- | ---------- | ---- |
| 1  | TT Assen   | 2017 |
| 2  | Tyskland   | 2018 |
| 3  | Valencia   | 2018 |
| 4  | Österrike  | 2019 |
| 5  | Österrike  | 2020 |